# 小行星2263
小行星2263（2263 Shaanxi），又称为陕西星，是由紫金山天文台在1978年10月30日发现的主带小行星。
該小行星以中国的省份陕西省命名。